# 戈登·格里尔
哥頓·基亞（英語：Gordon Greer，1980年12月14日—）出生於格拉斯哥，是一名蘇格蘭職業足球運動員，司職中堅，現時效力英冠球會白禮頓。

## 生平

### 球會
基亞在蘇甲球會克萊德展開職業足球事業，僅效力一季上陣33場後，即以25萬英鎊身價轉投英超球會布力般流浪。他在對西甲勁旅巴塞隆拿的友誼賽首次上陣，但只曾為這支兰开夏郡球隊在正式賽事上陣1場，於2001年在英格蘭聯賽盃主場2-0淘汰奧咸正選上陣。期間曾被短暫借用到乙組〈第3級〉的史托港，於首場披甲對韋甘比射入1球。其後返回蘇格蘭加盟蘇超球會基爾馬諾克。效力四季期間為球隊上陣超過100場，更代表蘇格蘭B隊上陣兩次，於效力的最後一季，基爾馬諾克晉級蘇格蘭聯賽盃決賽，惟以1-5不敵喜百年屈居亞軍，為球隊打破光蛋的正是基亞。但當他於2007年夏季結婚後，其英格蘭妻子要求他南遷，為此而拒絕與基爾馬諾克續約。
基亞前赴英甲球會唐卡士打接受試訓，於2007年7月獲球會提供兩年合約，但加盟首季遭受傷患困擾，需要動手術治理髖關節，缺陣整個2007/08年球季下半季的賽事，上半季在各項賽事合共上陣17場，於聯賽對般尼茅夫取得加盟後首個入球，而唐卡士打亦透過附加賽取得升班英冠資格。
2008/09年球季上半季基亞仍未能為唐卡士打上陣，直到2009年1月26日才以借用身份加盟英甲球會史雲頓，初步為期1個，其後獲延長兩個月，聘用由「史雲頓球迷信託基金」（TrustSTFC）的「紅軍基金」 （Red Army Fund）資助。於上陣19場及射入1球後結束借用返回唐卡士打，於5月3日聯賽閉幕日最後一次為球隊上陣出戰應屆冠軍狼隊，四天後他便被球隊放棄，效力兩年，僅為球隊上陣18場。
由於在借用期間表現出色，基亞於2009年7月免費投效史雲頓，於加盟不久後即獲任命為隊長。史雲頓以第5位的成績結束球季參加附加賽，準決賽對查爾頓首回合主場小勝2-1，2010年5月17日作客山谷球場（The Valley），下半場基亞一次危險攔截被球證直接出示紅牌驅逐離場，雖然史雲頓最後憑互射十二碼淘汰查爾頓，但基亞仍因為罰停賽而缺陣5月29日舉行對米禾爾的決賽，最終史雲頓0-1落敗而無緣升班。
於史雲頓爭取升班失敗後，基亞在夏季離隊的傳聞四起，白禮頓首先出價被拒，其後更引發兩會的主席進行「口水戰」，最終兩會達成沒有透露金額的轉會費協議，據報約為25萬英鎊，基亞於通過體測後，在2010年7月3日加盟白禮頓，簽署三年合約，而領隊普耶亦將隊長臂章交予基亞。於完成兩場越季停賽後，基亞於8月14日主場對羅奇代爾首次披甲上陣，下半場他在禁區內侵犯被罰十二碼，其後更因出拳襲擊對方而被紅牌直接]驅逐離場，亦即是跨季連續兩仗均領紅離場，最終雙方2-2和局完場。而他亦在季末白禮頓接近確定升班資格，於2011年4月9日主場2-0擊敗錫周三季內第二次被逐離場，同樣是直接紅牌。但最終亦沒有影響球隊表現，順利贏得英甲聯賽冠軍及直接升班英冠的席位。
2013年8月16日，白禮頓隊長基亞與球會簽署一份新的兩年合約留隊至2015年6月。

### 國家隊
基亞亦曾獲得國家隊賞識，於2005年12月代表稱為蘇格蘭未來之隊（Scotland Future Team）的蘇格蘭B隊對抗波蘭未來之隊，並於2006年11月以B隊身份出戰愛爾蘭B隊。
2013年5月21日，白禮頓隊長基亞首次入選蘇格蘭主隊名單，準備6月7日作客萨格勒布對克羅地亞的2014年世界盃外圍賽。
2013年11月15日，基亞首次代表蘇格蘭於咸普頓公園球場對美國的國際友誼賽並以正選上場。

## 榮譽
白禮頓
- 英格蘭足球甲級聯賽冠軍：2010/11年；

個人
- 英甲PFA年度最佳陣容：2010/11年[24]；

## 外部連結
- 史雲頓官網簡歷 （页面存档备份，存于）
- 白禮頓官網簡歷
- 足球数据库：哥頓·基亞的球员统计数据
- 哥頓·基亞 （页面存档备份，存于）於蘇格蘭足總官網簡歷